# WSA World Tour 2008/09
Die WSA World Tour 2008/09 umfasst alle bestätigten Turniere der professionellen Damensquash-Saison 2008/09 der WSA World Tour. Die nach dem Monat sortierte Übersicht zeigt den Ort des Turniers an, dessen Namen, das ausgeschüttete Gesamtpreisgeld, sowie die Siegerin des Turniers. In der abschließenden Tabelle werden sämtliche Turniersiegerinnen nach der Menge ihrer Titel aufgelistet. Dabei ist es nicht relevant, welche Wertigkeit die von der Spielerin gewonnenen Turniere besaßen, auch wenn eine entsprechende Erfassung erfolgt.
In der Saison 2008/09 fanden insgesamt 66 Turniere statt. Das Gesamtpreisgeld betrug 1.333.700 US-Dollar. Weltmeisterin wurde Nicol David, die mit acht Turniersiegen gleichzeitig auch die meisten Titel in dieser Saison gewann.

## Tourinformationen

### Anzahl nach Turnierserie
| Turnierserie | WM 1 | Go 60 2 | Go 45 | Si 30 3 | Si 20 | Tour 4 |
| ------------ | ---- | ------- | ----- | ------- | ----- | ------ |
| Anzahl       | 1    | 2       | 5     | 3       | 10    | 45     |
| Gesamt       | 1    | 7       | 7     | 13      | 13    | 45     |

## Turnierplan

### August
| Datum         | Ort          | Turnier                            | Preisgeld | Siegerin         |
| ------------- | ------------ | ---------------------------------- | --------- | ---------------- |
| 05.08.–10.08. | Vancouver    | Sun & Surf Jericho Open 2008       | $ 8.000   | Suzie Pierrepont |
| 09.08.–13.08. | Alexandria   | Alexandria Sporting Club Open 2008 | $ 25.300  | Rachael Grinham  |
| 11.08.–16.08. | Kuala Lumpur | NSC Tour 12 No2 2008               | $ 12.000  | Delia Arnold     |
| 19.08.–24.08. | Wah Cantt    | POF WISPA Wah Cantt Open 2008      | $ 10.900  | Lisa Camilleri   |

### September
| Datum         | Ort       | Turnier                      | Preisgeld | Siegerin     |
| ------------- | --------- | ---------------------------- | --------- | ------------ |
| 02.09.–07.09. | Amsterdam | Forexx Dutch Open 2008       | $ 53.500  | Nicol David  |
| 06.09.–09.09. | Taipeh    | Taiwan Open 2008             | $ 10.900  | Annie Au     |
| 26.09.–28.09. | Enschede  | Pepsi Max Enschede Open 2008 | $ 8.000   | Sarah Kippax |
| 30.09.–05.10. | Dublin    | Bymac Leinster Open 2008     | $ 8.000   | Sarah Kippax |

### Oktober
| Datum         | Ort                 | Turnier                                  | Preisgeld | Siegerin        |
| ------------- | ------------------- | ---------------------------------------- | --------- | --------------- |
| 03.10.–05.10. | Moskau              | Tekamed Moscow Open 2008                 | $ 4.000   | Kylie Lindsay   |
| 11.10.–19.10. | Manchester          | Squash-Weltmeisterschaft der Frauen 2008 | $ 114.000 | Nicol David     |
| 16.10.–19.10. | Shanghai            | Bailian New Era Mall China Open 2008     | $ 7.300   | Heba El Torky   |
| 23.10.–26.10. | Niagara-on-the-Lake | Pepsi Niagara Open 2008                  | $ 6.800   | Miranda Ranieri |
| 25.10.–31.10. | Doha                | Qatar Classic 2008                       | $ 74.000  | Nicol David     |

### November
| Datum         | Ort                    | Turnier                                   | Preisgeld | Siegerin               |
| ------------- | ---------------------- | ----------------------------------------- | --------- | ---------------------- |
| 03.11.–08.11. | Santiago de Compostela | Santiago Open 2008                        | $ 6.800   | Camille Serme          |
| 04.11.–09.11. | New York City          | Carol Weymuller Open 2008                 | $ 42.450  | Natalie Grainger       |
| 09.11.–14.11. | Islamabad              | Pakistan Open 2008                        | $ 10.900  | Heba El Torky          |
| 10.11.–14.11. | Kuala Lumpur           | NSC Super Satellite No3 2008              | $ 8.000   | Joshna Chinappa        |
| 11.11.–16.11. | Dayton                 | Ohio Open 2008                            | $ 16.000  | Dominique Lloyd-Walter |
| 17.11.–21.11. | Kuala Lumpur           | NSC Super Satellite No4 2008              | $ 8.000   | Joshna Chinappa        |
| 17.11.–23.11. | Hongkong               | Cathay Pacific Hong Kong Squash Open 2008 | $ 104.000 | Nicol David            |
| 19.11.–22.11. | Prag                   | Prague Open 2008                          | $ 4.000   | Orla Noom              |
| 27.11.–30.11. | Macau                  | Macau Open 2008                           | $ 16.000  | Suzie Pierrepont       |

### Dezember
| Datum         | Ort                 | Turnier                              | Preisgeld | Siegerin      |
| ------------- | ------------------- | ------------------------------------ | --------- | ------------- |
| 04.12.–07.12. | Colwyn Bay          | Le Sport Open 2008                   | $ 4.000   | Emma Beddoes  |
| 08.12.–12.12. | Kuala Lumpur        | NSC Super Satellite No5 2008         | $ 8.000   | Delia Arnold  |
| 08.12.–12.12. | Scharm asch-Schaich | Sharm El Sheikh Open 2008            | $ 26.200  | Jenny Duncalf |
| 12.12.–14.12. | Hillegom            | Squash Hillegom Flowerbulb Open 2008 | $ 4.000   | Orla Noom     |
| 15.12.–19.12. | Kuala Lumpur        | NSC Satellite No5 2008               | $ 4.000   | Low Wee Wern  |
| 15.12.–19.12. | Monaco              | Monte Carlo Classic 2008             | $ 25.300  | Laura Massaro |

### Januar
| Datum         | Ort       | Turnier                                  | Preisgeld | Siegerin         |
| ------------- | --------- | ---------------------------------------- | --------- | ---------------- |
| 14.01.–18.01. | Berwyn    | Liberty Bell Open 2009                   | $ 11.100  | Vanessa Atkinson |
| 16.01.–18.01. | Hoofddorp | MeerSquashHeroes Open 2009               | $ 4.000   | Sarah Kippax     |
| 20.01.–25.01. | Greenwich | Harrow Greenwich Open 2009               | $ 25.900  | Natalie Grainger |
| 22.01.–25.01. | Cardiff   | Welsh Open 2009                          | $ 4.000   | Manuela Manetta  |
| 24.01.–26.01. | Brisbane  | Australia Day Challenge 2009             | $ 4.000   | Donna Urquhart   |
| 30.01.–04.02. | Cleveland | National City Burning River Classic 2009 | $ 39.050  | Natalie Grainger |

### Februar
| Datum         | Ort          | Turnier                         | Preisgeld | Siegerin        |
| ------------- | ------------ | ------------------------------- | --------- | --------------- |
| 05.02.–08.02. | Linköping    | Zack Swedish Open 2009          | $ 6.200   | Line Hansen     |
| 11.02.–14.02. | Créteil      | Creteil International Open 2009 | $ 12.550  | Camille Serme   |
| 16.02.–21.02. | Kuala Lumpur | NSC Series No1 2009             | $ 16.000  | Shelley Kitchen |
| 23.02.–27.02. | Kuala Lumpur | NSC Series No2 2009             | $ 8.000   | Shelley Kitchen |

### März
| Datum         | Ort          | Turnier                                    | Preisgeld | Siegerin          |
| ------------- | ------------ | ------------------------------------------ | --------- | ----------------- |
| 02.03.–07.03. | Kuala Lumpur | CIMB KL Open Championship 2009             | $ 53.500  | Natalie Grainger  |
| 09.03.–13.03. | Kuala Lumpur | NSC Series No3 2009                        | $ 8.000   | Lauren Briggs     |
| 13.03.–15.03. | Eindhoven    | Forexx Eindhoven Open 2009                 | $ 4.000   | Annelize Naudé    |
| 16.03.–21.03. | Kuala Lumpur | NSC Series No4 2009                        | $ 16.000  | Shelley Kitchen   |
| 19.03.–22.03. | Genf         | Guardian Wealth Management Swiss Open 2009 | $ 4.000   | Camille Serme     |
| 23.03.–28.03. | Kuala Lumpur | NSC Series No5 2009                        | $ 25.300  | Tania Bailey      |
| 28.03.–04.04. | Hurghada     | Hurghada International 2009                | $ 26.200  | Omneya Abdel Kawy |
| 31.03.–04.04. | Montreal     | Atwater Cup 2009                           | $ 25.900  | Natalie Grainger  |

### April
| Datum         | Ort       | Turnier                           | Preisgeld | Siegerin          |
| ------------- | --------- | --------------------------------- | --------- | ----------------- |
| 04.04.–09.04. | Kairo     | On The Run Heliopolis Open 2009   | $ 20.000  | Raneem El Weleily |
| 20.04.–25.04. | Dublin    | Cannon Kirk Homes Irish Open 2009 | $ 25.300  | Alison Waters     |
| 22.04.–25.04. | St. Louis | Racquet Club International 2009   | $ 6.400   | Latasha Khan      |

### Mai
| Datum         | Ort          | Turnier                             | Preisgeld | Siegerin        |
| ------------- | ------------ | ----------------------------------- | --------- | --------------- |
| 05.05.–10.05. | Grand Cayman | Cayman Islands Open 2009            | $ 37.500  | Nicol David     |
| 07.05.–10.05. | Darwin       | Top End Open 2009                   | $ 6.100   | Donna Urquhart  |
| 08.05.–10.05. | Zwolle       | Eurosafe Solutions Zwolle Open 2009 | $ 4.000   | Lauren Siddall  |
| 12.05.–17.05. | Plano        | Texas Open 2009                     | $ 57.750  | Nicol David     |
| 16.05.–22.05. | Goshen       | Subway Goshen Open 2009             | $ 6.200   | Latasha Khan    |
| 22.05.–24.05. | New Canaan   | FASSP SRC Open 2009                 | $ 6.200   | Miranda Ranieri |

### Juni
| Datum         | Ort           | Turnier                            | Preisgeld | Siegerin        |
| ------------- | ------------- | ---------------------------------- | --------- | --------------- |
| 01.06.–07.06. | Seoul         | BBQ Seoul Open 2009                | $ 60.000  | Nicol David     |
| 06.06.–11.06. | Alexandria    | Alexandria Sporting Club Open 2009 | $ 25.300  | Camille Serme   |
| 24.06.–28.06. | Thornleigh    | NSW Open 2009                      | $ 4.000   | Joelle King     |
| 26.06.–29.06. | Kairo         | ATCO Miro Classic No1 2009         | $ 8.000   | Engy Kheirallah |
| 29.06.–04.07. | Le Port-Marly | Des Pyramides Open 2009            | $ 26.700  | Natalie Grinham |

### Juli
| Datum         | Ort          | Turnier                                       | Preisgeld | Siegerin        |
| ------------- | ------------ | --------------------------------------------- | --------- | --------------- |
| 03.07.–05.07. | Melbourne    | Victorian Open 2009                           | $ 4.000   | Joelle King     |
| 06.07.–11.07. | Kuala Lumpur | NSC Series No6 2009                           | $ 16.000  | Joshna Chinappa |
| 08.07.–12.07. | Hongkong     | Crocodile Challenge Cup 2009                  | $ 16.000  | Annie Au        |
| 13.07.–17.07. | Kuala Lumpur | NSC Series No7 2009                           | $ 8.000   | Delia Arnold    |
| 14.07.–19.07. | Clare        | Clare Valley Australian Open 2009             | $ 18.700  | Joelle King     |
| 27.07.–01.08. | Kuala Lumpur | CIMB Malaysian Open Squash Championships 2009 | $ 53.500  | Nicol David     |

## Turniersiegerinnen
| Platz | Spielerin              | Siege | WM 1 | Go 60 2 | Go 45 | Si 30 3 | Si 20 | Tour 4 |
| ----- | ---------------------- | ----- | ---- | ------- | ----- | ------- | ----- | ------ |
| 1.    | Nicol David            | 8     | 1    | 2       | 4     | 1       |       |        |
| 2.    | Natalie Grainger       | 5     |      |         | 1     | 2       | 2     |        |
| 3.    | Camille Serme          | 4     |      |         |       |         | 1     | 3      |
| 4.    | Delia Arnold           | 3     |      |         |       |         |       | 3      |
| 4.    | Joshna Chinappa        | 3     |      |         |       |         |       | 3      |
| 4.    | Joelle King            | 3     |      |         |       |         |       | 3      |
| 4.    | Sarah Kippax           | 3     |      |         |       |         |       | 3      |
| 4.    | Shelley Kitchen        | 3     |      |         |       |         |       | 3      |
| 9.    | Annie Au               | 2     |      |         |       |         |       | 2      |
| 9.    | Heba El Torky          | 2     |      |         |       |         |       | 2      |
| 9.    | Latasha Khan           | 2     |      |         |       |         |       | 2      |
| 9.    | Orla Noom              | 2     |      |         |       |         |       | 2      |
| 9.    | Suzie Pierrepont       | 2     |      |         |       |         |       | 2      |
| 9.    | Miranda Ranieri        | 2     |      |         |       |         |       | 2      |
| 9.    | Donna Urquhart         | 2     |      |         |       |         |       | 2      |
| 16.   | Vanessa Atkinson       | 1     |      |         |       |         |       | 1      |
| 16.   | Tania Bailey           | 1     |      |         |       |         | 1     |        |
| 16.   | Lauren Briggs          | 1     |      |         |       |         |       | 1      |
| 16.   | Emma Beddoes           | 1     |      |         |       |         |       | 1      |
| 16.   | Lisa Camilleri         | 1     |      |         |       |         |       | 1      |
| 16.   | Jenny Duncalf          | 1     |      |         |       |         | 1     |        |
| 16.   | Raneem El Weleily      | 1     |      |         |       |         |       | 1      |
| 16.   | Natalie Grinham        | 1     |      |         |       |         | 1     |        |
| 16.   | Rachael Grinham        | 1     |      |         |       |         | 1     |        |
| 16.   | Line Hansen            | 1     |      |         |       |         |       | 1      |
| 16.   | Omneya Abdel Kawy      | 1     |      |         |       |         | 1     |        |
| 16.   | Engy Kheirallah        | 1     |      |         |       |         |       | 1      |
| 16.   | Kylie Lindsay          | 1     |      |         |       |         |       | 1      |
| 16.   | Dominique Lloyd-Walter | 1     |      |         |       |         |       | 1      |
| 16.   | Manuela Manetta        | 1     |      |         |       |         |       | 1      |
| 16.   | Laura Massaro          | 1     |      |         |       |         | 1     |        |
| 16.   | Annelize Naudé         | 1     |      |         |       |         |       | 1      |
| 16.   | Lauren Siddall         | 1     |      |         |       |         |       | 1      |
| 16.   | Alison Waters          | 1     |      |         |       |         | 1     |        |
| 16.   | Low Wee Wern           | 1     |      |         |       |         |       | 1      |

 1 WSA Weltmeisterschaft

 2 WSA Gold

 3 WSA Silver

 4 WSA Tour